# Феноменологія
Феноменологія — напрям філософських досліджень структури досвіду і свідомості. Засновником цього руху на початку XX ст. став Едмунд Гуссерль.
Термін «феноменологія» походить від грецьких слів phainómenon, яке означає «те, що з'являється» і lógos — вчення. У викладі Гуссерля феноменологія в основному розглядає та вивчає структури свідомості й явища, які в ній відбуваються. Цей розгляд повинен відбуватися з точки зору «першої особи», але вивчаються явища не так, як вони постають перед моєю свідомістю, а перед будь-якою свідомістю. Гуссерль вірив у те, що збудована таким чином наука про явища, феноменологія, може забезпечити міцну основу для усього людського знання включно із знанням науковим. Таким чином філософія могла б отримати статус строгої науки.
Крім Гуссерля феноменологію розвивали або критикували Мартін Гайдеґґер, Моріс Мерло-Понті та інші — Поль Рікер, Еммануель Левінас, Дітріх фон Гільдебранд.

## Ідея феноменології
У своїй найпростішій формі феноменологія намагається створити умови для об'єктивного вивчення того, що зазвичай вважається суб'єктивним — свідомості та таких її проявів, як судження, сприйняття та почуття. Хоча феноменологія прагне бути науковою, вона не намагається вивчати свідомість із точки зору клінічної психології чи неврології. Замість цього за допомогою систематичних міркувань вона ставить собі за мету визначити суттєві властивості структур свідомості та проявів свідомості.
Багато важливих для феноменології концепцій Гуссерль запозичив у роботах та лекціях своїх учителів Франца Брентано та Карла Штумпфа. У Брентано Гуссерль взяв важливе поняття інтенціональності — думку про те, що свідомість завжди є усвідомленням чогось. Об'єкт усвідомлення називають інтенціональним об'єктом. Він може виникати в свідомості різним чином: як сприйняття, спогад, знак тощо. Хоча всі ці різні інтенціональності мають різні структури і вони є про щось різним чином, об'єкт усе ж відбудовується в свідомості як той самий ідентичний об'єкт.
Хоча чимало феноменологічних методів застосовують різні редукції (спрощення), феноменологія суттєво антиредукційна. Редукція - це тільки знаряддя, яке допомагає краще зрозуміти й описати дію свідомості. Вона не зводить будь-який феномен до такого опису. Іншими словами, коли йдеться про суть або ідею речі, чи коли деталізується будова ідентичної речі, описуючи те, що «насправді» видно так, ніби це єдині аспекти чи властивості речі, це зовсім не означає, що річ є винятково лише тим, що описується. Мета такої редукції в тому, щоб зрозуміти, як різні аспекти складаються в ту реальну річ, яку отримує спостерігач у досвіді. Суть феноменологічної редукції полягає в спрямуванні думок про об’єкти довколишнього світу до суб'єктивного досвіду (через рефлексію), тобто подальша концентрація уваги на самих переживаннях свідомості (психічних актах чи саморефлексії). Феноменологія — безпосередня реакція на психологізм та фізикалізм, що були популярними у часи Гуссерля. 

### Класики феноменології
- Гуссерль Э. Идеи к чистой феноменологии и феноменологической философии. Т. 1.  М.: ДИК, 1999.
- Гуссерль Э. Картезианские размышления / Пер. с нем. Д. В. Скляднева. СПб.: Наука, 2001.
- Гуссерль Э. Логические исследования. Т. 2. — М.: ДИК, 2001.
- Гуссерль Е. Криза європейського людства і філософія. // Сучасна зарубіжна філософія. Течії та напрямки. — К.: Ваклер, 1996. — С. 69-83.
- Гуссерль Е. Криза європейських наук і трансцендентальна феноменологія. Вступ до феноменологічної філософії // Філософська думка. — 2002. — № 3. — С. 134–149.
- Гуссерль Е. Досвід і судження. Дослідження генеалогії логіки. — К.: ППС-2002, 2009. — 356 с.
- Шпет Г. Явление и смысл (Феноменология как основная наука и ее проблемы). М.: Гермес, 1914. 219 с.
- Ингарден Р. Введение в феноменологию Эдмунда Гуссерля / Пер. А. Денежкина, В. Куренного. М.: Дом интеллектуальной книги, 1999.